# Nice & Slow (Usher)
Nice & Slow is een nummer van de Amerikaanse R&B-zanger Usher uit 1998. Het is de eerste single van tweede studioalbum My Way.
"Nice & Slow" gaat over hoe de ik-figuur zijn vriendin versiert tot het ochtendgloren. Het nummer werd een grote hit in Noord-Amerika, met een nummer 1-positie in de Amerikaanse Billboard Hot 100. In de Nederlandse Top 40 was het succes iets bescheidener, daar bereikte de plaat de 17e positie.

## Tracklijst
US CD and cassette
1. "Nice & Slow"
2. "Nice & Slow" (instrumental)

US 12-inch vinyl and CD-maxi
1. "Nice & Slow" (Live Mix)
2. "Nice & Slow" (B-Rock's Basement Mix)
3. "Nice & Slow"
4. "You Make Me Wanna..." (T & J Classic Garage Mix)

UK CD1
1. "Nice & Slow"
2. "Nice & Slow" (CD-Rom Video Element)
3. "You Make Me Wanna..." / "Just Like Me" / "My Way" (Snippets)

Remixes CD
1. "Nice & Slow" (Radio Version)
2. "Nice & Slow" (Live Version)
3. "Nice & Slow" (B-Rock's Basement Mix)
4. "Nice & Slow" (Suli & Stef's Club Class Mix – UK Mix)